# Louder than Words (singel)
Louder than Words – singel Pink Floyd zapowiadający ich ostatni, piętnasty album studyjny (The Endless River). W utworze zaśpiewał David Gilmour, a zagrał elektroniczny kwartet smyczkowy z Londynu, Escala.

## Notowania

### Media polskie
- Lista Przebojów Trójki: #1 przez 5 tygodni[2].
- Turbo-Top Antyradio: #8[3].